# AEGON Nottingham Challenge 2011
Die AEGON Nottingham Challenge 2011 waren ein Tennisturnier des ITF Women’s Circuit 2011 für Damen und ein Tennisturnier der ATP Challenger Tour 2011 für Herren in Nottingham. Beide Turniere fanden zeitgleich vom 6. bis 12. Juni 2011 statt.